# Piotr Meresiński
Piotr Meresiński (ur. 23 listopada 1974 w Tychach) – polski kierowca rajdowy. 

## Kariera
I miejsce A-7 - Rajd Polski (2003);

Mistrz Polski w Rajdach Samochodowych kl. N-3 (2004);

Wicemistrz Polski w wyścigach górskich kl. N-2000;

II Wicemistrz Polski w rajdach samochodowych kl. A-7; 

Mistrz Śląska w Rajdowych Mistrzostwach Śląska w "Mitsubishi Lancerze Evo VI" w grupie N (2007)

Jeździł m.in. samochodami: Mitsubishi Lancer, Renault Clio Sport, Renault Clio Williams, Daewoo Lanos, Skoda Favorit